# Cisternerne

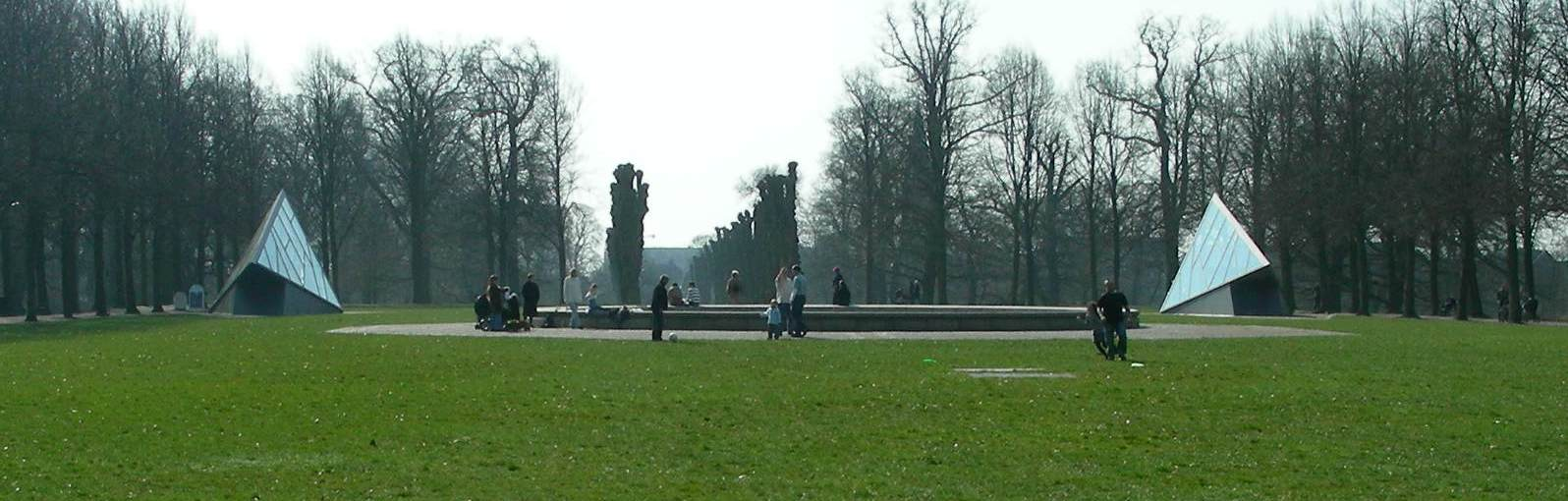
Cisternerne.

Cisternerne – Museet for Moderne Glaskunst är ett kommunalt museum för glaskonst, som inryms i tidigare vattencisterner under Valby Bakke i Søndermarken vid Frederiksberg slott. Nedgången markeras med två  glaspyramider.
År 1996 fick Cisternerne sin nuvarande utformning i och med att det blev ett museum för modern glaskonst
Cisternene var från början en del av Köpenhamns vattenförsörjning och tjänade som behållare som skapade tillräckligt tryck i vattenledningarna för att vattnet skulle nå också högst upp i husen i staden utan pumpar. De byggdes under åren 1856–59 som öppna bassänger. Av hygieniska skäl byggdes de över 1889 och delades upp i tre lika stora rum. Varje cistern har en yta på 1.440 kvadratmeter och en höjd på fyra meter.  År 1996 fick Cisternerne sin nuvarande utformning i och med att det blev ett museum för modern glaskonst. Två av cisternerna iordningställdes till utställningssalar. 
Museet visar verk av konstnärer som Robert Jacobsen, Carl-Henning Pedersen, Tróndur Patursson, Leif Sylvester, Peter Brandes, Arne Haugen Sørensen, Jette Vogt, Adi Holzer, Eva Weiss Bentzon och Magne Furuholmen. Museet är en del av Frederiksbergmuseerne.